# تاريخ حب (أغنية)
قصة حب هي أغنية إنسانية عن فقدان الحبيب كتبت بواسطة الكاتب كارلوس المارات بعد وفاة زوجة أخيه. كما ظهرت في فيلم مكسيكي في العام 1956 بنفس الاسم.

## إعادة الغناء
قصة حب أعيد انتاجها بأساليب ولغات مختلفة من العديد من الفنانين، وسجلت إلى العربية بواسطة المغني اللبناني محمد جمال عام 1980 باسم «إنت والرقص وأنا».